# Markus Wasser
Markus Wasser (* 7. Mai 1968 in Aarau, Aargau) ist ein ehemaliger Schweizer Bobsportler.
Wasser nahm an den Olympischen Winterspielen 1998 in Nagano teil, wo er im Team mit Marcel Rohner, Markus Nüssli und Beat Seitz die Silbermedaille erringen konnte.
Bereits 1996 gewann er bei den Bob-Weltmeisterschaften in Calgary die Silbermedaille im Team mit Marcel Rohner, Thomas Schreiber und Roland Tanner.
2009 wurde Wasser Vizepräsident des Bobsportverbands.

## Erfolge
- Olympiazweiter Nagano 1998
- Vizeweltmeister 1996